# قائمة سفراء روسيا لدى تركيا
هذه القائمة تحوي أسماء سفرا روسيا لدى تركيا.
توجد سفارة روسية في أنقرة. وقنصليات عامة في إسطنبول وطرابزون وأنطاليا ، وقنصل فخري في إزمير. السفير الروسي الحالي في تركيا هو أليكسي ييرخوف منذ 19 يونيو 2017.

## الاتحاد السوفيتي
- سيميون أرالوف.
- ليف كاراخان.
- فلاديمير لافروف.
- بوريس بودتسيروب.
- أندري أندريفيتش سميرنوف.

## روسيا
- بيتر ستيجني.
- فلاديمير افانوفسكي.
- أندريه كارلوف.